# Maria Annunciada Chaves
Maria Annunciada Ramos Chaves, jurista paraense, nasceu em 16 de dezembro de 1915 em Belém do Pará. Fez seus estudos iniciais em tradicionais instituições de ensino particular belenenses - Instituto Gentil Bittencourt e no Colégio Moderno. Graduou-se em Ciências Jurídicas e Sociais pela Faculdade de Direito do Pará, e foi laureada com o prêmio “Teixeira de Freitas” (APL, 1990).

## História
Apesar de ser advogada, Annunciada teve projeção indelével na docência paraoara, iniciando-se nesta atividade precocemente, pois ainda cursava a 3ª série do curso jurídico quando iniciou atividade no magistério secundário, no Colégio Moderno (cuja direção assumiria posteriormente). Ela também pertenceu ao corpo docente do Instituto Gentil Bittencourt, do Colégio Santa Rosa e do Colégio Estadual Paes de Carvalho (instituição de ensino público centenária paraense), em que veio a ser professora catedrática.
Ao nível superior, ela foi uma das responsáveis pela fundação da Faculdade de Filosofia, Ciências e Letras, entidade que posteriormente veio a ser professora titular da Universidade Federal do Pará.
Annunciada também se destacou na seara administrativa, tendo sido 1ª Secretária da Caixa de Assistência dos Advogados do Pará, bem como ocupou a Sub-Reitoria de Extensão e Assuntos Estudantis da Universidade Federal do Pará, durante oito anos.
Na esfera científica, pertenceu ao Instituto Histórico e Geográfico do Pará, da Academia Paraense de Letras, Sociedade Paraense de Educação e Conselho Estadual de Cultura (do qual foi presidente por quatorze anos).
Por sua irrefutável contribuição a intelectualidade local e nacional, foi agraciada com diversos prêmios dentre os quais pode-se destacar: Comenda da Ordem do Mérito Grão-Pará, conferida pelo Governo do Estado; Palmas Universitárias – Classe Especial, pela Universidade Federal do Pará; Diploma de Membro Efetivo do I Congresso Brasileiro de História e Geografia – Brasília; Láurea pelo Concurso de Títulos e Provas para a Cátedra de História do Brasil, pela Congregação do Colégio Estadual Paes de Carvalho; e Comenda da Ordem do Infante D. Henrique, pelo Presidente da República Portuguesa, entre outros.

## Influências de suas obras
Do ponto de vista temático, há forte incidência de obras nas áreas de Literatura, Artes Plásticas, Filosofia, Sociologia, Ciências Políticas, Economia, História, Geografia, Língua Francesa, Latim e, sobretudo Direito (ofício da titular do acervo).